# Маріт Нібакк
Маріт Нібакк (14 лютого 1947 , Nord-Odal Municipalityd, Гедмарк ) — норвезький політик, представниця Лейбористської партії, колишній перший віце-президент норвезького парламенту, стортингу та колишній президент Північної ради, президент Норвезької асоціації з прав жінок, провідної організації прав жінок і дівчат у Норвегії (2016—2018).
Прагматичний соціал-демократ і прихильниця третього шляху, стала членом парламенту в 1986 році, замінивши Ґру Гарлем Брунтланн, коли остання стала прем'єр-міністром. У 2009 році Маріт Нібакк обрана третім віце-президентом Стортинга, а в 2013 році — першим віце-президентом. Вона не балотувалася на переобрання у 2017 році; на той момент вона була одночасно діючим членом парламенту Норвегії і жінкою, що обиралася депутатом найдовше в історії. У 2013 році Нібакк було обрано президентом Північної ради.
Нібакк була одним із головних політиків Лейбористської партії з питань зовнішніх та оборонних справ з 1990-х років і була речником партії з питань оборони. Обиралася головою постійної комісії з оборони з 2001 по 2005 рік і віце-головою постійної комісії із закордонних справ з 2005 по 2009 рік.
Очолювала групу соціалістів у Парламентській асамблеї НАТО.

## Навчання
Маріт Нібакк вивчала англійську, французьку та політологію в Осло, Парижі та Кембриджі, а закінчивши, отримала науковий ступінь доктора філософії в Університеті Осло в 1972 році. У 1974 році також вивчала театр і драму в Стратфорді-на-Ейвоні. Під час навчання увійшла до складу університетської ради Університету Осло, як перша жінка, яка працювала в цьому органі. Обиралася президентом Міжнародного фонду допомоги норвезьким студентам і вченим у 1977—1981 роках.

## Політична кар'єра

### Член парламенту
У 1985 році Нібакк було вперше обрано помічником депутата Стортингу — парламенту Норвегії від виборчого округу Осло. Працювала помічником депутатки Ґру Гарлем Брунтланн до 1986 року, коли Брунтланн обрали прем'єр-міністром. Її саму обрали у 1987 році, після смерті міністра закордонних справ Кнута Фріденлунда. Нібакк переобиралася декілька разів членом парламенту від виборчого округу Осло в 1989, 1993, 1997, 2001, 2005, 2009 та 2013 роках. Протягом кількох років була другим кандидатом від Лейбористської партії від виборчого округу Осло, поступаючись лише лідеру партії та прем'єр-міністру (нині генеральному секретарю НАТО) Єнсу Столтенбергу.
Починаючи з 1990-х років Нібакк зосередилася у своїй діяльності на зовнішній та оборонній політиці і була одним із головних політиків Лейбористської партії, що відповідали за цю сферу. Обиралася головою постійної комісії з оборони з 2001 по 2005 рік і віце-головою постійної комісії із закордонних справ з 2005 по 2009 рік. Протягом 2013—2017 років обиралася членом постійної комісії із закордонних справ і оборони та Європейського комітету, а також головою підготовчої мандатної комісії. Нібакк також була речником Лейбористської партії з питань оборони.
Нібакк обіймала пост третього віце-президента Стортингу протягом 2009—2013 років, а в 2013 році була обрана першим віце-президентом. Станом на 2013 рік Маріт Нібакк стала жінкою, що була депутаткою найдовше в історії працюючи й далі депутатом норвезького парламенту з найдовшим стажем роботи.
Нібакк — делегат Генеральної Асамблеї ООН з 2004 року.

### Парламентська асамблея НАТО
Була делегатом Парламентської асамблеї НАТО з 2005 по 2013 рік, а в 2009 році стала лідером Групи соціалістів.

### Президент Північної ради
У 2012 році Нібакк обрали президентом Північної ради на термін до 2013 року Будучи президентом, вона сприяла оборонному співробітництву Нордичних країн і розширювала співробітництво цих країн у сфері рятувальних та екстрених служб.

### Норвезька конфедерація профспілок
Нібакк була керівником відділення в Осло Норвезької конфедерації профспілок (LO i Oslo) з 1992 по 1997 рік

### Норвезька асоціація прав жінок
У травні 2016 року Нібакк була обрана президентом Норвезької асоціації з прав жінок, головної норвезької групи захисту прав жінок і дівчат, після соціолога Маргунн Бьорнгольт. 16 червня 2018 року її змінила суддя Верховного суду Карін М. Брузеліус. У листопаді 2016 року стала членом правління Форуму жінок та розвитку.

### Інші організації
Нібакк була членом ради Норвезького агентства з розвитку співробітництва в 1978—1988 рр., президентом Консультативного комітету зі співробітництва в розвитку Ради міністрів Нордичних країн у 1984—1989 рр. та президентом Ради з питань іноземної допомоги, громадського консультативного органу, призначеного Міністерство розвитку співробітництва з 1987 по 1988 рр.
Вона є членом консультативної ради Центру Осло, заснованого колишнім прем'єр-міністром Х'єлем Магне Бунневіком, і членом ради організації СОС Дитячі містечка Норвегії.

## Політичні позиції
Нібакк вважають прагматичним соціал-демократом третього шляху; її широко описують як члена правого крила Лейбористської партії.

### Іноземня та оборонна політика
Нібакк підтримує членство Норвегії в Європейському Союзі. Як і сама Лейбористська партія та більшість норвезьких політиків, вона підтримує членство Норвегії в НАТО. Вона підтримувала війну в Афганістані і стверджувала, що вона звільнила жінок у країні.

### Права жінок
Нібакк також виступає за права жінок, особливо в таких державах, як Іран та інші регіони Близького Сходу. У 1995—1997 роках була віце-головою комітету з прав людини в Ірані. У 2015 році Нібакк та лідер Ліберальної партії Тріне Скей Гранде бойкотували парламентську делегацію, яка відвідала Іран через вимогу, щоб члени жіночої статі доведеться носити чадру, що, на їхню думку, є дискримінаційним для жінок.

## Публікації
- Маріт Нібакк та Олександр Кведален (ред.): Arbeiderbevegelsens århundre: 100 år i kamp og framgang: en billedkavalkade over viktige hendelser fra fagbevegelsens historie в Осло, LO i Oslo, 1999